# Ліщина Михайло Сергійович
Михайло Сергійович Ліщина (12 листопада 1990, с. Шклинь Другий, Луцький район, Волинська область — 27 березня 2022, Миколаївська область, Україна) — український військовослужбовець, солдат Збройних Сил України, учасник російсько-української війни, що загинув у ході російського вторгнення в Україну в 2022 році.

## Життєпис
Народився 12 листопада 1990 року в селі Шклинь Другий (з 2020 року — Городищенської сільської громади) Луцького району на Волині. 
У 2008 році закінчив загальноосвітню школу І-ІІІ ступенів села Шклинь. З 2008 року навчався у Волинському технікумі Національного університету харчових технологій, який закінчив наступного року за спеціальністю «електромеханік електронних обчислювальних машин». 
У 2010 році був призваний на військову службу до Збройних Сил України, службу проходив у ПвК «Захід». В 2014 році, з початком війни на сході України, був призваний за частковою мобілізацією до Збройних Сил України. Перебував у найгарячіших точках АТО, за що отримав нагороду «Учасник бойових дій». В 2015 році був демобілізований. 
30 березня 2016 року уклав новий контракт зі Збройними Силами України, пройшов перепідготовку в 184-ому навчальному центрі НАСВ імені гетьмана Петра Сагайдачного в с. Старичі Львівської області. Після навчання знову побував у зоні АТО, зокрема, в селищі Станиці Луганській у складі 3-го батальйону 14 ОМБр.
З початком російського вторгнення в Україну знов став на захист України. 
Загинув 27 березня 2022 року в результаті ворожого обстрілу під час виконання бойового завдання на Миколаївщині.
Чин поховання загиблого військовослужбовця відбувся 2 квітня 2022 року. Церемонію прощання священнослужителі здійснили на подвір'ї батьківської хати загиблого воїна. Бійця відспівали у Свято-Троїцькому храмі села Городище та він був похований на кладовищі села Шклинь на Волині.

## Нагороди
- Орден «За мужність» III ступеня (2022, посмертно) — за особисту мужність і самовіддані дії, виявлені у захисті державного суверенітету та територіальної цілісності України, вірність військовій присязі [5].